# دونی مارتینیچی
دونی مارتینیچی (به لاتین: Donji Martinići) یک منطقهٔ مسکونی در مونته‌نگرو است که در شهرداری دانیلوگراد واقع شده‌است. دونی مارتینیچی ۳۸۷ نفر جمعیت دارد.